# Parafia św. Maksymiliana Marii Kolbego w Świebodzinie
Parafia św. Maksymiliana Marii Kolbego w Świebodzinie – parafia rzymskokatolicka, znajdująca się w diecezji tarnowskiej, w dekanacie Tarnów Południe.